# Robert Mrongowius
Robert Mrongowius (ur. 3 czerwca 1903 w Uruldze (Syberia), zm. 3 lutego 1980 w Bielsku-Białej) – polski aktor teatralny i filmowy, reżyser teatralny i radiowy.

## Życiorys
Od 1905 roku wraz z rodziną mieszkał w Wilnie. Kształcił się w Peterhofie (1915-1917) oraz Irkucku, gdzie w 1920 roku ukończył szkołę realną oraz rozpoczął naukę na politechnice. Jednocześnie, w latach 1921-1922 uczęszczał na kursy dramatyczne przy tamtejszym Teatrze Miejskim, w którym następnie występował.
W 1923 roku powrócił do Polski, do Wilna. Tam, od 1933 roku był uczniem Studia Dramatycznego Mieczysława Szpakiewicza, a od 1934 roku grywał w Teatrze na Pohulance. W latach 1936–1939 był pracownikiem wileńskiej rozgłośni Polskiego Radia, sporadycznie występując również w tamtejszych teatrach. Po wybuchu II wojny światowej pozostał w mieście, występując m.in. w kabarecie Ksantypa (1940/1941). W 1942 roku został wywieziony na roboty przymusowe do Niemiec, z których uciekł, a następnie do 1944 roku pracował w Rydze w firmie budowlanej.
Kolejne lata spędził w Lublinie (1944-1946), gdzie reżyserował w tamtejszej rozgłośni Polskiego Radia oraz w Gdańsku, gdzie występował w Gdańskim Zespole Artystycznym, a następnie w Teatrze Wybrzeże (1948-1949). Następnie był aktorem Teatr Ziemi Pomorskiej w Bydgoszczy (1949-1950, 1952-1953), Teatru im. Aleksandra Fredry w Gnieźnie (1951), Teatru im. Wojciecha Bogusławskiego w Kaliszu (1951-1952), Teatru im. Stefana Jaracza w Olsztynie (1953-1955, również jako reżyser) oraz Teatru im. Juliusza Osterwy w Lublinie (1955). W latach 1956–1961 przebywał w Szczecinie, gdzie początkowo był kierownikiem artystycznym i reżyserem tamtejszej Estrady, następnie pracował dorywczo m.in. w radiu (1957-1959), a w latach 1951-1961 grał w Teatrach Dramatycznych. Ze Szczecina przeniósł się do Bielska-Białej, gdzie od 1962 roku do przejścia na emeryturę w 1974 roku był członkiem zespołu Teatru Polskiego (z przerwą na lata 1963-1966).
W 1963 roku na festiwalu Śląska Wiosna Teatralna otrzymał wyróżnienie za rolę Anzelma w przedstawieniu Ptak Jerzego Szaniawskiego.
Został pochowany na Cmentarzu Komunalnym w Bielsku-Białej - Kamienicy.

## Filmografia
- Czarne skrzydła (1962) - górnik
- Za metą start (1976) - dyrektor Majewski
- Ślad na ziemi (1978) - odc. 5
- Ojciec królowej (1979)